# Luigi Brioschi (editore)
Luigi Brioschi (Vimercate, 10 aprile 1941) è un editore, traduttore e scrittore italiano, presidente e direttore editoriale della casa editrice Guanda.

## Biografia
Nato in una famiglia borghese milanese, studiò all'istituto gesuita Leone XIII e dopo la maturità classica, conseguita nel 1960, si laureò in Diritto ecclesiastico all'Università degli Studi di Milano. Interessato all'editoria, Frequentò Elio Vittorini e intraprese dapprima l'attività di traduttore dall'inglese (per esempio, P. G. Wodehouse e O. Henry per Bietti; Updike, Vonnegut, Dos Passos pubblicati dalla Mondadori). Attraverso Vittorini entrò in contatto con Ferrata, Ottieri e Oreste Del Buono; quest'ultimo lo aiutò a entrare alla Rizzoli (1969). Alla Rizzoli, oltre all'attività di traduttore, fu autore ed editore. Nel 1984 andò alla Longanesi, diretta allora da Mario Spagnol; nel 1986 divenne direttore della Guanda e fece conoscere fra gli altri Sepúlveda, Welsh, Arundhati Roy, Hornby e Safran Foer. Nel 1999, alla morte di Spagnol, oltre che direttore Longanesi, Brioschi divenne coordinatore delle controllate Guanda (di cui era ora anche presidente) e Corbaccio, e quindi responsabile editoriale centrale di quello che è diventato il Gruppo GEMS. In Guanda pubblica la collana di Scrittori italiani della Fondazione Pietro Bembo, e I quaderni dell'ingegnere, la rivista di studi gaddiani.

## Opere

### Narrativa
- La terra desiderata, Milano : Rizzoli, 1971
- L'ombra di Tom, Milano : Rizzoli, 1976
- Briciola e Bernardo, Teramo : Lisciani & Giunti, 1994

### Traduzioni
- P. G. Wodehouse, Il castello di Blandings, Milano : Bietti, 1966
- John Kerans, Le grandi avventure del mare, Milano : Bietti, 1966
- Charles Dickens, Racconti di Natale, Milano : Bietti, stampa 1966
- O. Henry, Il riscatto di Capo Rosso, Milano : Bietti, 1967
- AA.VV., La Frontiera: raccolta di umoristi western; a cura di Luigi Brioschi, Milano : Bietti, 1970
- Kurt Vonnegut, Mattatoio n. 5, o la crociata dei bambini: danza obbligata con la morte, Milano : A. Mondadori, 1970
- Sam Greenlee, Il negro seduto accanto alla porta: romanzo, Milano : Garzanti, 1970
- John Updike, Nella fattoria e altre storie; traduzioni di Luigi Brioschi e Bruno Oddera, Milano : Mondadori, 1970
- Leslie A. Fiedler, Il ritorno del pellerossa : mito e letteratura in America, Milano : Rizzoli, 1973
- Harold Robbins, Betsy : romanzo, Milano : Rizzoli, 1976
- Thomas de Quincey, L'assassinio come una delle belle arti; prefazione di Giorgio Manganelli; traduzione di Luigi Brioschi; note a cura di Gianni Guadalupi, Milano : Il formichiere, 1977
- Pearl S. Buck, L' arcobaleno, Milano : Euroclub, 1978
- P. G. Wodehouse, Le sere di Mulliner; introduzione di Franco Cavallone; traduzione di Luigi Brioschi, Milano : Rizzoli, 1985
- P. G. Wodehouse, La conquista di Londra, Parma : Guanda, 2006